# 伊尔明斯特
伊尔明斯特是德国巴伐利亚州的一个市镇。总面积13.89平方公里，总人口2096人，其中男性1047人，女性1049人（2011年12月31日），人口密度151人/平方公里。